# Zamoście-Wieś
Zamoście-Wieś (prononciation [zaˈmɔɕt͡ɕɛ ˈvjɛɕ]) est un village de la gmina de Strzelce Wielkie, du powiat de Pajęczno, dans la voïvodie de Łódź, situé dans le centre de la Pologne.
Il se situe à environ 3 kilomètres à l'est de Strzelce Wielkie (siège de la gmina), 13 kilomètres à l'est de Pajęczno (siège du powiat) et 75 kilomètres au sud de Łódź (capitale de la voïvodie).

## Administration
De 1975 à 1998, le village était attaché administrativement à l'ancienne voïvodie de Częstochowa.

Depuis 1999, il fait partie de la nouvelle voïvodie de Łódź.